# Мойры

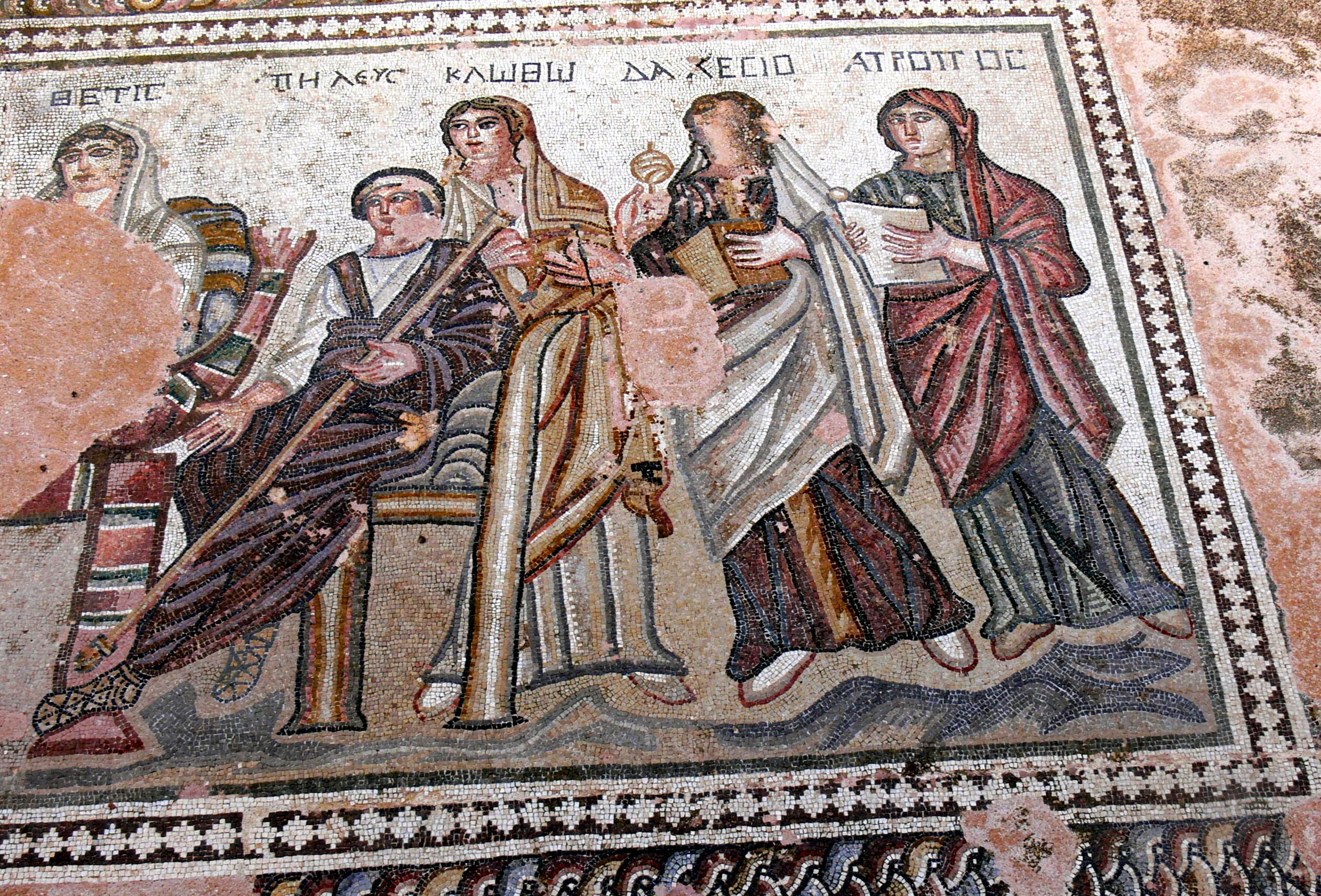
Клото, Лахесис и Атропос, стоящие позади Пелея и Фетиды, деталь греческой мозаики, Археологический парк Пафоса

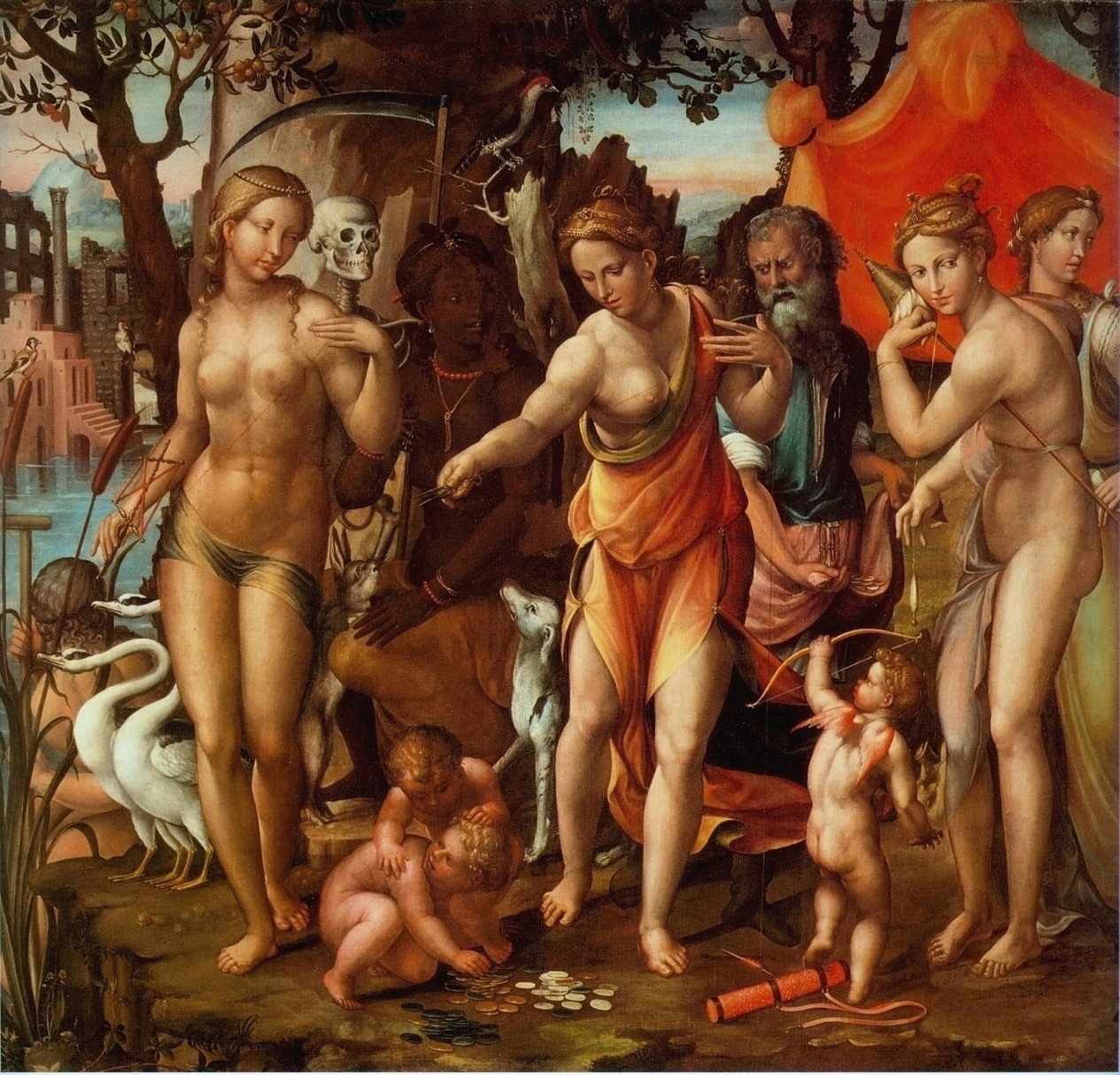
Три мойры (Парки). Марко Биджо. Ок. 1525. Национальная галерея старинного искусства Палаццо Барберини (Рим)

Мо́йры (др.-греч. Μοῖραι от μοῖρα, мойра, букв. «часть», «доля», отсюда «участь», которую получает каждый при рождении) — в древнегреческой мифологии богини судьбы. У древних римлян Мойрам соответствовали Парки.
Мойра, обыкновенно в единственном числе, упоминается уже в гомеровских поэмах «Илиаде» и «Одиссее», как безличная необходимость, неподвластная даже богам.

## Описание
Первоначально считалось, что своя Мойра есть у каждого человека. С развитием олимпийской религии число Мойр свелось к одной-двум-трём, наиболее распространённо — три сестры:
- Клото (греч. Κλωθώ, «Пряха») — прядущая (нить жизни). Клото вернула к жизни Пелопа[4], предрекла Афине девственность[5].
- Ла́хесис, также Лахеса (греч. Λάχεσις, «Судьба», «дающая жребий»[1]) — определяющая судьбу. Лахесис наблюдала за родами Лето[6].
- А́тропос, также Атропа (греч. Ἄτροπος, «Неотвратимая») или Айса — неумолимая, неотвратимая участь (смерть). Перерезающая нить[7]. Согласно «Гимну Мойрам» Софокла, дочь Ночи[8] (в варианте «Айса», в котором её также упоминает Алкман[9]). Упоминается как Айса в оракулах Сивиллы[10].

По Гесиоду их было три дочери Нюкты (Ночи). Первая, в образе прядущей женщины, олицетворяет собой неуклонное и спокойное действие судьбы, вторая — её случайности, третья — неотвратимость её решений.
По другой распространённой версии (поздней транскрипции Гесиода) они дочери Зевса и Фемиды, сёстры Гор. По орфикам и Платону — дочери Ананке, есть также версия, что они дочери Кроноса.
В диалоге Платона «Государство» Мойры изображены сидящими на высоких стульях, в белых одеждах, с венками на головах, все они прядут на веретене Ананки (необходимости), сопровождая небесную музыку сфер своим пением: Клото поёт о настоящем, Лахесис — о прошедшем, Атропос — о будущем.

## Представления о мойрах
В архаике этим именем обозначался высший закон природы, боги же являлись его исполнителями; наряду с древнегреческим выражением Διός αἶσα, «божественное предопределение», часто встречается выражение μοῖρα θέων. На основе этого возник отдельный от других божеств культ мойр.
По Гомеру, сам Зевс зачастую подчинялся воле мойр, позднее же они сами рассматривались как орудие богов.
А. Ф. Лосев указывает, что в эллинистическую эпоху с мойрами конкурирует богиня случая Тиха, характеризующая неустойчивость и изменчивость жизни.
Рождение и смерть стоят под особым покровительством мойр. Они определяют срок жизни человека и момент его смерти и заботятся, чтобы он не прожил дольше положенного ему срока. Как дочери Ночи, мойры — сёстры и союзницы Эриний, которые считались не только силами мрака, но и неумолимыми духами мести и кары и отсюда — смерти. Представляясь как дочери Фемиды, мойры выступают богинями закономерности и порядка. Их отец Зевс, верховный устроитель порядка, покоящегося на его законах (греч. θέμιστες), называется Мойрагетом (греч. Μοιραγέτης, водитель Мойр), этот эпитет носил и Аполлон, как провозвестник распоряжений Зевса.
Клото сплетает нить судьбы из всего, что попадёт ей в руки. Лахесис не глядя сплетает нити судеб разных людей между собой. А третья — Атропос, расстригает нити судьбы, таким образом убивая их.
Мойрам возносили моленья в дни свадеб.
Храм Мойр был в Коринфе.

## В литературе, искусстве и современности

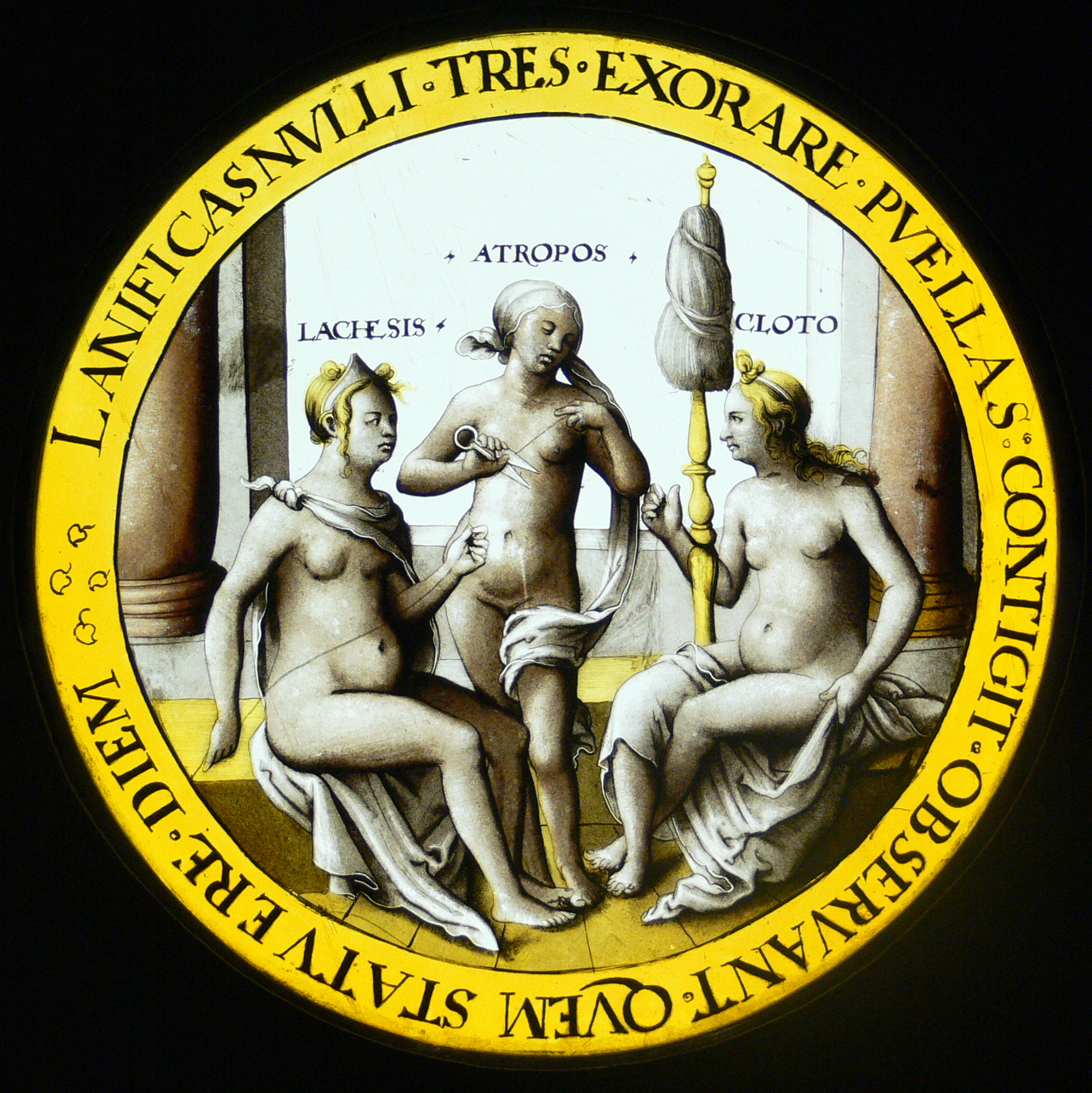
Мойры за работой

Им посвящён LIX орфический гимн. Ахей Эретрийский был автором трагедии «Мойры».
В античном искусстве мойры изображались редко и по-разному. На греческой вазе Франсуа в изображении шествия богов на брак Пелея и Фетиды четыре мойры помещены возле колесницы Гермеса и Майи, по наружности они ничем не отличаются от Муз, Гор и Харит. Остальные художественные изображения относятся к римской императорской эпохе, когда были созданы и распространены атрибуты мойр — прялка, свиток, весы. Изображались они обыкновенно молодыми, но иногда выводились и в образе старух.
В «Словаре античности» отмечается, что в послеантичный период в литературе и искусстве мойры в основном именовались по древнеримскому варианту, то есть парками.
Гёте в «Фаусте» ошибочно наделил Атропос функциями Клото, и наоборот.
Герой книг Рафаэля Сабатини, пиратский капитан Блад, с иронией назвал свои корабли Клото, Лахезис и Атропос в знак того, что они будут вершителями судеб встретившихся на их пути мореходов.
Упоминает их Ариосто в поэме «Неистовый Роланд» (песни 34-35).
В романе Стивена Кинга «Бессонница» именами мойр называются «маленькие лысые врачи» — существа, ответственные за судьбу человека.
Мойры упоминались и в другом романе Стивена Кинга — «Долорес Клейборн». Упоминалось, что Долорес всегда трепетала от имени Атропос.

## В астрономии
- В честь Клото назван астероид (97) Клото, открытый в 1868 году
- В честь Лахесис назван астероид (120) Лахесис, открытый в 1872 году
- В честь Атропы назван астероид (273) Атропа, открытый в 1888 году
- В честь мойр назван астероид (638) Мойра, открытый в 1907 году